# Polski Ruch Wolnościowy Niepodległość i Demokracja
Polski Ruch Wolnościowy Niepodległość i Demokracja (PRW NiD, zwany także w skrócie NiD) – polskie emigracyjne ugrupowanie polityczne.
PRW NiD został założony 17 lutego 1945 w Londynie przez grupę piętnastu młodych polskich działaczy, w większości zatrudnionych na różnych placówkach aparatu emigracyjnego rządu. Bodźcami do powstania organizacji były m.in. przekonanie o nadchodzącym długotrwałym pobycie na obczyźnie i potrzebie likwidacji podziałów politycznych starszego pokolenia. Pierwszym przewodniczącym NiD był Rowmund Piłsudski (daleki krewny Józefa Piłsudskiego), a pośród członków znalazło się wielu byłych oficerów AK i kurierów z czasów II wojny światowej, m.in. Jan Nowak-Jeziorański i Jerzy Lerski. Do znanych działaczy NiD należał też Aleksander Bregman. Z NiD współpracowali:  Andrzej Bobkowski, Mirosław Chojecki, Marian Kamil Dziewanowski, Włodzimierz Drzewieniecki, Maciej Feldhuzen, Stefan Gacki, Józef Garliński, Stanisław Grocholski, Jerzy Grot-Kwaśniewski, Zbigniew Jordan, Jan Krok-Paszkowski, Zbigniew Antoni Kruszewski, Bolesław Łaszewski, Zygmunt Michałowski, Zygmunt Nagórski, Andrzej Pomian (Bohdan Sałaciński), Jan Radomyski, Adam Rudzki, Zygmunt Szempliński, Ludwik Teclaff, Piotr Wandycz, Wiktor Weintraub, Bolesław Wierzbiański, Tadeusz Żenczykowski, Jerzy Zubrzycki. 
Chociaż wielu członków ugrupowania należało w młodości do młodzieżowych organizacji sanacyjnych, w ich środowisku panował krytycyzm wobec ustroju przedwojennej Polski i panującej w niej niesprawiedliwości społecznej, a program NiD był określany jako demokratyczno-radykalny. Nie odcinał się jednak od środowiska londyńskiego i stał na gruncie legalizmu konstytucji kwietniowej i przedwojennej wschodniej granicy Polski. Od pierwszych lat powojennych NiD wykazywał się także aktywnością w europejskim ruchu federalistów.
Jako organizacja niepodległościowa NiD wykazywał się dużą aktywnością w nagłaśnianiu i tłumaczeniu sprawy polskiej na Zachodzie, m.in. wydawał tygodnik Whitehall News, adresowany głównie do brytyjskich parlamentarzystów i organizował akcje pisania listów do wpływowych kół brytyjskich. Jako członek Rady Politycznej współpracował także z Amerykanami i z utworzonym przez nich Komitetem Wolnej Europy.
W latach czterdziestych i pięćdziesiątych PRW NiD należał kolejno do Koncentracji Demokratycznej, Rady Politycznej i Tymczasowej Rady Jedności Narodowej.
W latach 1946–1992 Polski Ruch Wolnościowy Niepodległość i Demokracja wydawał w Londynie pismo Trybuna.